# Чемпионат мира по футболу 2002 (отборочный турнир, УЕФА, группа 9)
Группа 9 отборочного турнира зоны УЕФА к чемпионату мира 2002 года состояла из пяти команд: Албании, Англии, Германии, Греции и Финляндии. Матчи в группе проходили с 2 сентября 2000 года по 6 октября 2001 года.
Сборная Англии выиграла группу, опередив по личным встречам сборную Германии, и квалифицировалась на чемпионат мира — победа 1 сентября 2001 года в Мюнхене со счётом 5:1 стала ключевой для англичан, а ничья с Грецией 2:2, которую принёс англичанам гол со штрафного Дэвида Бекхэма на последней минуте, гарантировала им выход с первого места на чемпионат мира. Сборная Германии заняла 2-е место и прошла в стыковые матчи: фатальным для них стало не только болезненное поражение от Англии, но и две очковые потери с Финляндией — гостевая ничья 2:2 (при том, что Германия уступала 0:2) и домашняя ничья 0:0 в последнем туре.

## Результаты
| Итоговое положение | Итоговое положение | Итоговое положение | Итоговое положение | Итоговое положение | Итоговое положение | Итоговое положение | Итоговое положение | Итоговое положение | Итоговое положение |  |             |               |                |             |              |  |   | Дома | Дома | Дома | Дома | Дома | Дома | Дома | В гостях | В гостях | В гостях | В гостях | В гостях | В гостях | В гостях |
| Место              | Команда            | И                  | В                  | Н                  | П                  | ГЗ                 | ГП                 | ГР                 | О                  |  | Флаг Англии | Флаг Германии | Флаг Финляндии | Флаг Греции | Флаг Албании |  | И | В    | Н    | П    | ГЗ   | ГП   | О    | И    | В        | Н        | П        | ГЗ       | ГП       | О        |          |
| 1.                 | Англия             | 8                  | 5                  | 2                  | 1                  | 16                 | 6                  | +10                | 17                 |  | -           | 0:1           | 2:1            | 2:2         | 2:0          |  | 4 | 2    | 1    | 1    | 6    | 4    | 7    | 4    | 3        | 1        | 0        | 10       | 2        | 10       |          |
| 2.                 | Германия           | 8                  | 5                  | 2                  | 1                  | 14                 | 10                 | +4                 | 17                 |  | 1:5         | -             | 0:0            | 2:0         | 2:1          |  | 4 | 2    | 1    | 1    | 5    | 6    | 7    | 4    | 3        | 1        | 0        | 9        | 4        | 10       |          |
| 3.                 | Финляндия          | 8                  | 3                  | 3                  | 2                  | 12                 | 7                  | +5                 | 12                 |  | 0:0         | 2:2           | -              | 5:1         | 2:1          |  | 4 | 2    | 2    | 0    | 9    | 4    | 8    | 4    | 1        | 1        | 2        | 3        | 3        | 4        |          |
| 4.                 | Греция             | 8                  | 2                  | 1                  | 5                  | 7                  | 17                 | -10                | 7                  |  | 0:2         | 2:4           | 1:0            | -           | 1:0          |  | 4 | 2    | 0    | 2    | 4    | 6    | 6    | 4    | 0        | 1        | 3        | 3        | 11       | 1        |          |
| 5.                 | Албания            | 8                  | 1                  | 0                  | 7                  | 5                  | 14                 | -9                 | 3                  |  | 1:3         | 0:2           | 0:2            | 2:0         | -            |  | 4 | 1    | 0    | 3    | 3    | 7    | 3    | 4    | 0        | 0        | 4        | 2        | 7        | 0        |          |

## Матчи
| Финляндия                             | 2:1   | Албания          |
| ------------------------------------- | ----- | ---------------- |
| Яри Литманен 45′ · Аки Риихилахти 67′ | Отчёт | Эдвин Мурати 63′ |

| Германия                                 | 2:0   | Греция |
| ---------------------------------------- | ----- | ------ |
| Себастьян Дайслер 18′ · Мехмет Шолль 78′ | Отчёт |        |

| Англия | 0:1   | Германия          |
| ------ | ----- | ----------------- |
|        | Отчёт | Дитмар Хаманн 14′ |

| Греция                | 1:0   | Финляндия |
| --------------------- | ----- | --------- |
| Никос Либеропулос 59′ | Отчёт |           |

| Албания                           | 2:0   | Греция |
| --------------------------------- | ----- | ------ |
| Альбан Буши 48′ · Эрвин Факай 90′ | Отчёт |        |

| Финляндия | 0:0   | Англия |
| --------- | ----- | ------ |
|           | Отчёт |        |

| Англия                            | 2:1   | Финляндия          |
| --------------------------------- | ----- | ------------------ |
| Майкл Оуэн 44′ · Девид Бекхэм 50′ | Отчёт | Аки Риихилахти 26′ |

| Германия                                   | 2:1   | Албания         |
| ------------------------------------------ | ----- | --------------- |
| Себастьян Дайслер 49′ · Мирослав Клозе 87′ | Отчёт | Бледар Коля 65′ |

| Албания            | 1:3   | Англия                                            |
| ------------------ | ----- | ------------------------------------------------- |
| Алтин Рракли 90+2′ | Отчёт | Майкл Оуэн 74′ · Пол Скоулз 85′ · Энди Коул 90+6′ |

| Греция                                          | 2:4   | Германия                                                                         |
| ----------------------------------------------- | ----- | -------------------------------------------------------------------------------- |
| Ангелос Харистеас 20′ · Георгиос Георгиадис 43′ | Отчёт | Марко Ремер 6′ · Михаэль Баллак 25′ (пен.) · Мирослав Клозе 82′ · Марко Боде 90′ |

| Финляндия                  | 2:2   | Германия                                      |
| -------------------------- | ----- | --------------------------------------------- |
| Микаэль Форсселль 28′, 43′ | Отчёт | Михаэль Баллак 69′ (пен.) · Карстен Янкер 73′ |

| Греция           | 1:0   | Албания |
| ---------------- | ----- | ------- |
| Никос Махлас 70′ | Отчёт |         |

| Албания | 0:2   | Германия                             |
| ------- | ----- | ------------------------------------ |
|         | Отчёт | Марко Ремер 27′ · Михаэль Баллак 68′ |

| Греция | 0:2   | Англия                            |
| ------ | ----- | --------------------------------- |
|        | Отчёт | Пол Скоулз 63′ · Девид Бекхэм 87′ |

| Албания | 0:2   | Финляндия                          |
| ------- | ----- | ---------------------------------- |
|         | Отчёт | Тему Тайнио 55′ · Шевки Кучи 90+3′ |

| Германия         | 1:5   | Англия                                                            |
| ---------------- | ----- | ----------------------------------------------------------------- |
| Карстен Янкер 6′ | Отчёт | Майкл Оуэн 12′, 48′, 65′ · Стивен Джеррард 45+3′ · Эмил Хески 73′ |

| Финляндия                                                                              | 5:1   | Греция               |
| -------------------------------------------------------------------------------------- | ----- | -------------------- |
| Микаэль Форсселль 14′, 45′ · Аки Риихилахти 21′ · Йоонас Колкка 38′ · Яри Литманен 53′ | Отчёт | Йоргос Карагунис 30′ |

| Англия                            | 2:0   | Албания |
| --------------------------------- | ----- | ------- |
| Майкл Оуэн 43′ · Робби Фаулер 88′ | Отчёт |         |

| Англия                                  | 2:2    | Греция                                       |
| --------------------------------------- | ------ | -------------------------------------------- |
| Тедди Шерингем 68′ · Девид Бекхэм 90+3′ | Report | Ангелос Харистеас 36′ · Демис Николаидис 69′ |

| Германия | 0:0   | Финляндия |
| -------- | ----- | --------- |
|          | Отчёт |           |

## Бомбардиры
6 голов
| - Майкл Оуэн |

4 гола
| - Микаэль Форсселль |

3 гола
| - Дэвид Бекхэм | - Аки Риихилахти | - Михаэль Баллак |

2 гола
| - Пол Скоулз - Яри Литманен - Себастьян Дайслер | - Карстен Янкер - Мирослав Клозе - Марко Ремер | - Ангелос Харистеас |

1 гол
| - Альбан Буши - Эрвин Факай - Бледар Коля - Эдвин Мурати - Алтин Рракли - Энди Коул - Робби Фаулер | - Стивен Джеррард - Эмил Хески - Тедди Шерингем - Йоонас Колкка - Шевки Кучи - Тему Тайнио - Марко Боде | - Дитмар Хаманн - Мехмет Шолль - Георгиос Георгиадис - Йоргос Карагунис - Никос Либеропулос - Никос Махлас - Демис Николаидис |

## Рекорды и примечательные матчи
- Лучшим бомбардиром группы стал Майкл Оуэн, забивший шесть мячей — из них три влетели в ворота Германии в гостевой игре 1 сентября 2001 года, завершившейся сенсационной победой англичан со счётом 5:1. После игры отец тренера сборной Германии Руди Фёллера, потрясённый поражением своей команды, перенёс сердечный приступ[1].
- Несмотря на ключевую победу над Германией в гостях, Англия оформила выход на чемпионат мира только в последнем туре — гол Дэвида Бекхэма лишь позволил сравнять счёт в игре с Греций, но Германия, претендовавшая на первое место, не смогла открыть счёт в матче против Финляндии и отправилась в стыковые[1].
- Впервые сборная Англии провела официальные матчи под руководством иностранного специалиста — шведа Свена-Ёрана Эрикссона[1], который сменил уволенного после домашнего поражения от немцев Кевина Кигана[2].
- Матч 7 октября 2000 года Англия — Германия стал последним для старого стадиона «Уэмбли», который был снесён, а новый стадион открыт в 2007 году. Последний гол на нём забил немец Дитмар Хаманн, принеся победу немцам. В мае 2005 года проводился опрос по поводу того, как назвать мост на новом «Уэмбли», и хотя в опросе лидировало название Дитмар-Хаманн-Бридж, знаменующее последний гол на старом стадионе, окончательным названием стало Уайт-Хорс-Бридж[англ.][3].
- Сборная Германии, проигравшая дома англичанам 1:5, в течение последующих 20 лет не потерпела ни одного поражения в отборочных циклах к чемпионатам мира, пока не проиграла Северной Македонии 31 марта 2021 года со счётом 1:2[4].